# 円筒図法

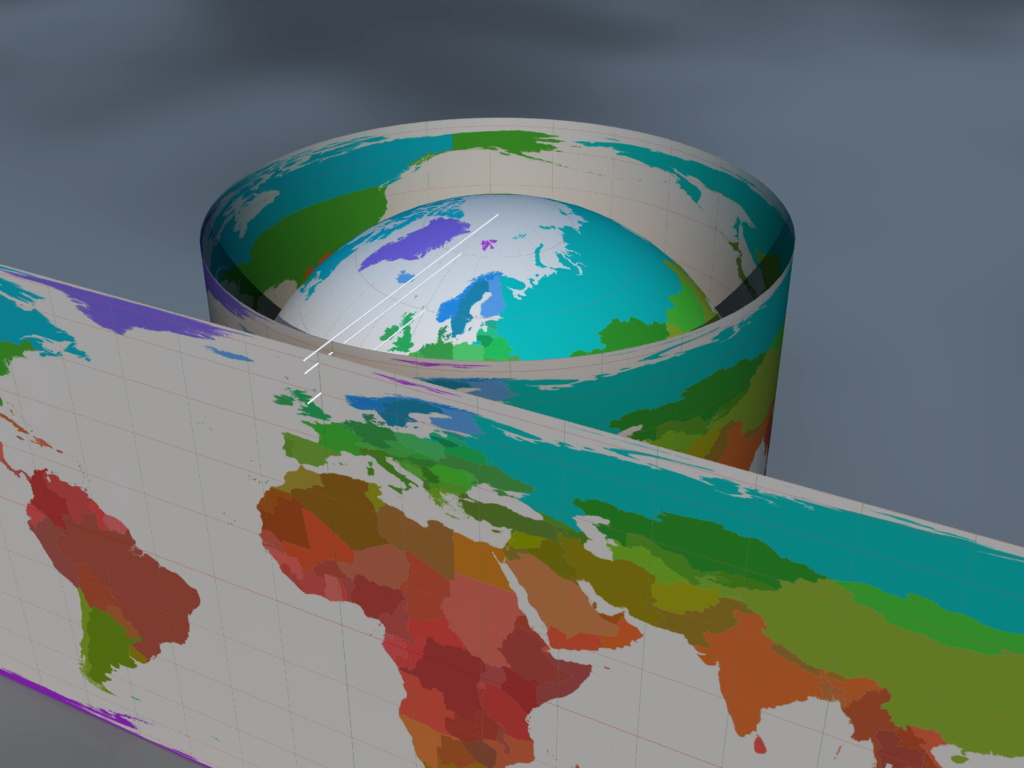
円筒図法の模式図。地球を円筒に投影して作成する

円筒図法（えんとうずほう、英語: cylindrical projection）は、地図投影法の分類のひとつで、地球に巻き付けた円筒に地物を投影して作られる図法、転じて、経線と緯線が直交する直線群となる図法のこと。
経線が平行な等間隔の直線からなり、緯線がそれらと直交する直線からなる。したがって緯線の取り方に自由度がある。地球表面に球面座標を入れて、経度を {\displaystyle x} 座標、緯度を単調増加関数で変換したものを {\displaystyle y} 座標として直交座標に描けばよいので、描画方法は比較的分かりやすい。正軸法では同緯度や同経度の関係が分かりやすく、それぞれ気候や時差と直結しているため、それらの理解もしやすくなるので、世界地図に多用される。横軸法や斜軸法も、カッシーニ・ソルドナー図法（横軸正距円筒図法）や横メルカトル図法など、中縮尺以上の地図での利用が多い。

## 投射図法
「地球に巻き付けた円筒に対し、地球の中心に置いた点光源が落とす影（心射円筒図法）」といったふうに幾何学的に定義される。円筒を地軸に平行に巻きつければ、すべての緯線は平行な直線に、すべての経線は等間隔かつ平行な直線となる。
心射円筒図法光源は地球の中心に固定
ランベルト正積円筒図法各経度について、その反対側の無限遠点に光源を置いた場合の影

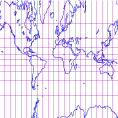
心射円筒図法
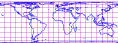
ランベルト正積円筒図法

## 非投射図法
すべての緯線が平行な直線で、すべての経線が等間隔かつ平行な直線であるが、緯線の間隔を幾何学的ではなく数式などで与える図法。

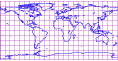
正距円筒図法
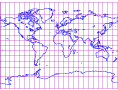
ミラー図法
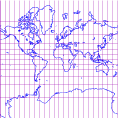
メルカトル図法

## 擬円筒図法
経線を曲げて高緯度では狭めることによって、高緯度での変形を抑えようとした図法。

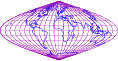
サンソン図法
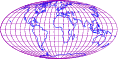
モルワイデ図法
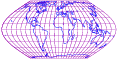
エケルト第6図法
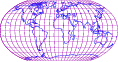
ロビンソン図法

擬円筒図法の分類として、以下のような特徴の分類がある。

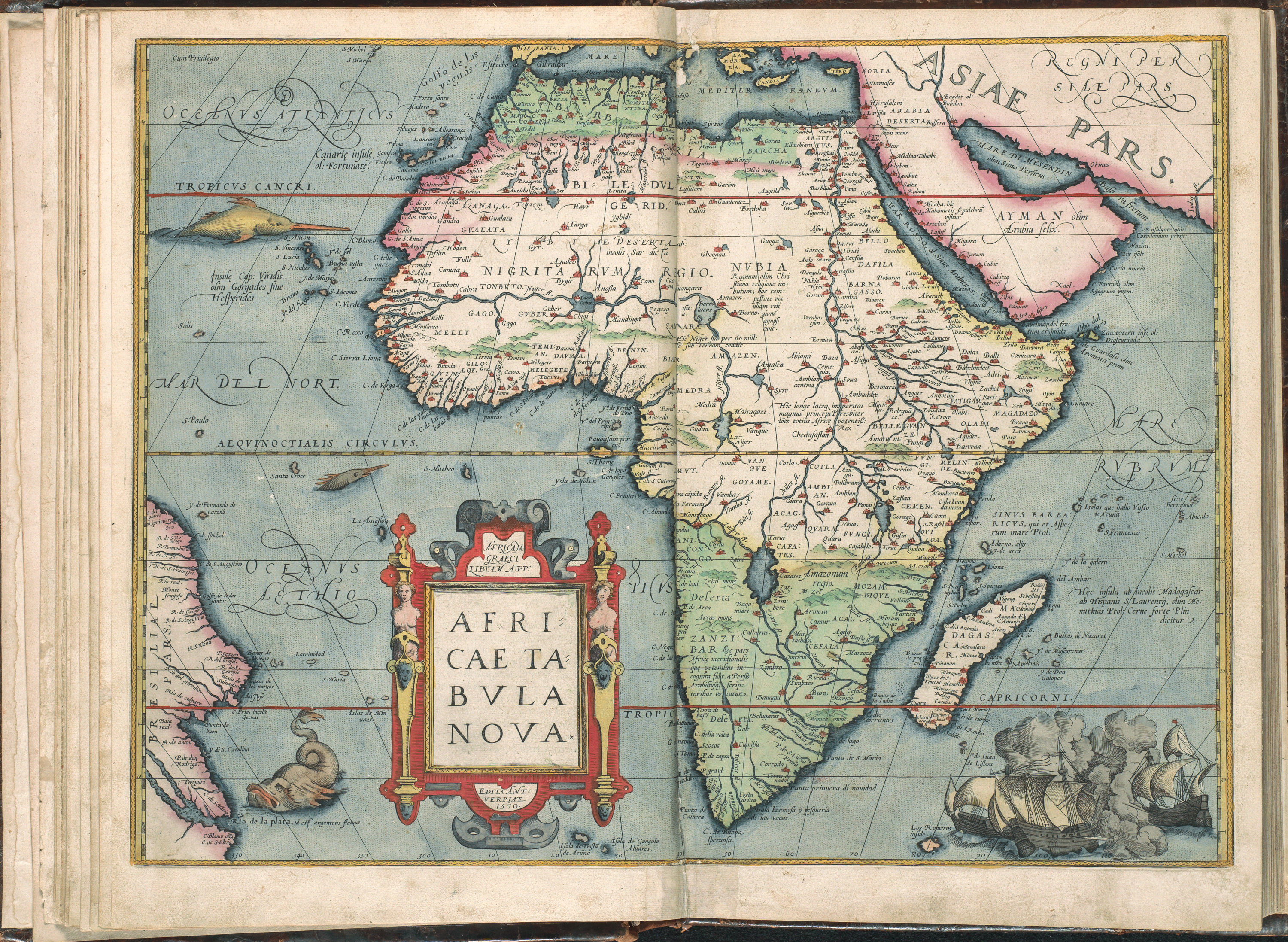
経線が折れ線になっている16世紀の地図

- 極の形状

極点が点になる図法（サンソン図法など）と長さのある直線になる平極図法（エケルト図法など）がある。現実の極点は点であるが、緯線を平行直線とする擬円筒図法で極点を点とすると高緯度で斜めへの歪みが著しい。そのため、極点を赤道より少し短い直線とする図法が20世紀に多数作られた。
- 経線の形状

折れ線（エケルト第1図法など）、正弦曲線（サンソン図法など）、楕円（モルワイデ図法など）、放物線、双曲線などがある。経線を折れ線とする発想は古くからある。緯線を等間隔として正積図法を作ったサンソン図法は理論的な意味があるが、それ以外は主に見やすさを意図したもので、経緯度からの変換を数表で示したロビンソン図法もある。
その他に、緯線が等間隔の平行直線になる航程方位図法なども擬円筒図法とされることがある。